# Walscheid
 Walscheid  es una comuna y población de Francia, en la región de Lorena, departamento de Mosela, en el distrito y cantón de Sarrebourg.
Su población en el censo de 1999 era de 1.621 habitantes.
Está integrada en la Communauté de communes de la Vallée de la Bièvre , de la que es la mayor población.

## Demografía
| 1683 | 1709 | 1742 | 1676 | 1624 | 1621 |
| Para los censos de 1962 a 1999 la población legal corresponde a la población sin duplicidades (Fuente: INSEE [Consultar]) |      |      |      |      |      |